# Éliminatoires de la Coupe du monde de football 2014 : zone Afrique, groupe A
Le groupe A du deuxième tour des éliminatoires de la coupe du monde 2014 est composé de l'Afrique du Sud, hôte précédent et favori, du Botswana et de la Centrafrique, qui peuvent jouer les troubles-fêtes. L'équipe du premier tour, qui vient compléter le groupe, est l'Éthiopie, vainqueur (0-0, 5-0) de la Somalie.

## Classement
| Rang | Équipe         | Pts | J | G | N | P | Bp | Bc | Diff |  | Résultats (▼ dom., ► ext.) |     |     |     |     |
| ---- | -------------- | --- | - | - | - | - | -- | -- | ---- |  | -------------------------- | --- | --- | --- | --- |
| 1    | Éthiopie       | 13  | 6 | 4 | 1 | 1 | 8  | 6  | +2   |  | Éthiopie                   |     | 2-1 | 1-0 | 2-0 |
| 2    | Afrique du Sud | 11  | 6 | 3 | 2 | 1 | 12 | 5  | +7   |  | Afrique du Sud             | 1-1 |     | 4-1 | 2-0 |
| 3    | Botswana       | 7   | 6 | 2 | 1 | 3 | 8  | 10 | -2   |  | Botswana                   | 3-0 | 1-1 |     | 3-2 |
| 4    | Centrafrique   | 3   | 6 | 1 | 0 | 5 | 5  | 12 | -7   |  | Centrafrique               | 1-2 | 0-3 | 2-0 |     |

L'Afrique du Sud, le Botswana et la République centrafricaine sont éliminés de la course à la qualification pour la Coupe du monde 2014.
L'Éthiopie est qualifiée pour le troisième tour.

## Calendrier et résultats
| 1re journée             | Centrafrique       | 2 – 0 | Botswana | Complexe sportif Barthélemy Boganda, Bangui      |                                                  |
| 2 juin 2012 15:00 UTC+1 | Kéthévoama 19e 49e | (1–0) |          | Spectateurs : 20 000 Arbitrage : Bernard Camille | Spectateurs : 20 000 Arbitrage : Bernard Camille |
| 2 juin 2012 15:00 UTC+1 | Rapport            |       |          | Spectateurs : 20 000 Arbitrage : Bernard Camille | Spectateurs : 20 000 Arbitrage : Bernard Camille |

| 3 juin 2012 | Afrique du Sud | 1 – 1 | Éthiopie    | Stade Royal Bafokeng, Rustenburg                     |                                                      |
| 15:00 UTC+2 | Mphela 77e     | (0–1) | 28e Saladin | Spectateurs : 13 611 Arbitrage : Hamada Nampiandraza | Spectateurs : 13 611 Arbitrage : Hamada Nampiandraza |
| 15:00 UTC+2 | Rapport        |       |             | Spectateurs : 13 611 Arbitrage : Hamada Nampiandraza | Spectateurs : 13 611 Arbitrage : Hamada Nampiandraza |

| 2e journée              | Botswana | 1 – 1 | Afrique du Sud | University of Botswana Stadium (en), Gaborone   |                                                 |
| 9 juin 2012 15:00 UTC+2 | Nato 38e | (1–1) | 14e Gould      | Spectateurs : 7 500 Arbitrage : Mahamadou Keita | Spectateurs : 7 500 Arbitrage : Mahamadou Keita |
| 9 juin 2012 15:00 UTC+2 | Rapport  |       |                | Spectateurs : 7 500 Arbitrage : Mahamadou Keita | Spectateurs : 7 500 Arbitrage : Mahamadou Keita |

| 10 juin 2012 | Éthiopie        | 2 – 0 | Centrafrique | Stade d'Addis-Abeba, Addis-Abeba                       |                                                        |
| 16:00 UTC+3  | Saladin 36e 88e | (1–0) |              | Spectateurs : 25 000 Arbitrage : Anthony Ramsy Raphael | Spectateurs : 25 000 Arbitrage : Anthony Ramsy Raphael |
| 16:00 UTC+3  | Rapport         |       |              | Spectateurs : 25 000 Arbitrage : Anthony Ramsy Raphael | Spectateurs : 25 000 Arbitrage : Anthony Ramsy Raphael |

| 3e journée               | Afrique du Sud           | 2 – 0 | Centrafrique | Cape Town Stadium, Le Cap                     |                                               |
| 23 mars 2013 20:15 UTC+2 | Matlaba 33e · Parker 71e | (1–0) |              | Spectateurs : 36 740 Arbitrage : Ali Kalyango | Spectateurs : 36 740 Arbitrage : Ali Kalyango |
| 23 mars 2013 20:15 UTC+2 | Rapport                  |       |              | Spectateurs : 36 740 Arbitrage : Ali Kalyango | Spectateurs : 36 740 Arbitrage : Ali Kalyango |

| 24 mars 2013 | Éthiopie   | 1 – 0 | Botswana | Stade d'Addis-Abeba, Addis-Abeba                |                                                 |
| 16:00 UTC+3  | Kebede 89e | (0–0) |          | Spectateurs : 22 000 Arbitrage : Redouane Jiyed | Spectateurs : 22 000 Arbitrage : Redouane Jiyed |
| 16:00 UTC+3  | Rapport    |       |          | Spectateurs : 22 000 Arbitrage : Redouane Jiyed | Spectateurs : 22 000 Arbitrage : Redouane Jiyed |

| 4e journée              | Centrafrique | 0 – 3 | Afrique du Sud                            | Stade Ahmadou-Ahidjo, Yaoundé (Cameroun)       |                                                |
| 8 juin 2013 15:00 UTC+1 |              | (0–2) | 26e Parker · 41e Tshabalala · 90e Mashego | Spectateurs : 7 000 Arbitrage : William Agbovi | Spectateurs : 7 000 Arbitrage : William Agbovi |
| 8 juin 2013 15:00 UTC+1 | Rapport      |       |                                           | Spectateurs : 7 000 Arbitrage : William Agbovi | Spectateurs : 7 000 Arbitrage : William Agbovi |

| 8 juin 2013 | Botswana         | 3 – 0            | Éthiopie                 | Lobatse Stadium (en), Lobatse                |                                              |
| 15:00 UTC+2 | Sembowa (en) 76e | (sur tapis vert) | 34e Kebede · 45e Saladin | Spectateurs : 5 000 Arbitrage : Dennis Batte | Spectateurs : 5 000 Arbitrage : Dennis Batte |
| 15:00 UTC+2 | Rapport          |                  |                          | Spectateurs : 5 000 Arbitrage : Dennis Batte | Spectateurs : 5 000 Arbitrage : Dennis Batte |

| 5e journée               | Botswana                                        | 3 – 2 | Centrafrique     | Lobatse Stadium (en), Lobatse                    |                                                  |
| 15 juin 2013 15:00 UTC+2 | Ramatlhakwane 37e (pen.) · Ngele 74e · Nato 86e | (1–1) | Ozingoni 29e 50e | Spectateurs : 2 500 Arbitrage : Juste Ephrem Zio | Spectateurs : 2 500 Arbitrage : Juste Ephrem Zio |
| 15 juin 2013 15:00 UTC+2 | Rapport                                         |       |                  | Spectateurs : 2 500 Arbitrage : Juste Ephrem Zio | Spectateurs : 2 500 Arbitrage : Juste Ephrem Zio |

| 16 juin 2013 | Éthiopie                      | 2 – 1 | Afrique du Sud | Stade d'Addis-Abeba, Addis-Abeba                |                                                 |
| 16:00 UTC+3  | Kebede 43e · Parker 70e (csc) | (1–1) | 34e Parker     | Spectateurs : 22 000 Arbitrage : Mohamed Farouk | Spectateurs : 22 000 Arbitrage : Mohamed Farouk |
| 16:00 UTC+3  | Rapport                       |       |                | Spectateurs : 22 000 Arbitrage : Mohamed Farouk | Spectateurs : 22 000 Arbitrage : Mohamed Farouk |

| 6e journée                   | Afrique du Sud                                   | 4 – 1 | Botswana          | Stade Moses-Mabhida, Durban                    |                                                |
| 7 septembre 2013 15:30 UTC+2 | Erasmus 28e · Furman 45e · Parker 84e 89e (pen.) | (2–0) | 73e Ramatlhakwane | Spectateurs : 28 712 Arbitrage : Badara Diatta | Spectateurs : 28 712 Arbitrage : Badara Diatta |
| 7 septembre 2013 15:30 UTC+2 | Rapport                                          |       |                   | Spectateurs : 28 712 Arbitrage : Badara Diatta | Spectateurs : 28 712 Arbitrage : Badara Diatta |

| 7 septembre 2013 | Centrafrique | 1 – 2 | Éthiopie                  | Stade Alphonse-Massamba-Débat, Brazzaville (Congo) |                                                 |
| 14:30 UTC+1      | S. Keita 22e | (1–0) | 48e Saladin · 61e Teshome | Spectateurs : 1 500 Arbitrage : Mohamed Benouza    | Spectateurs : 1 500 Arbitrage : Mohamed Benouza |
| 14:30 UTC+1      | Rapport      |       |                           | Spectateurs : 1 500 Arbitrage : Mohamed Benouza    | Spectateurs : 1 500 Arbitrage : Mohamed Benouza |

## Buteurs
| Pos | Joueur               | Nation         | Buts |
| --- | -------------------- | -------------- | ---- |
| 1   | Bernard Parker       | Afrique du Sud | 5    |
| 2   | Saladin Saïd         | Éthiopie       | 4    |
| 3   | Ofentse Nato         | Botswana       | 2    |
| 3   | Jerome Ramatlhakwane | Botswana       | 2    |
| 3   | Getaneh Kebede       | Éthiopie       | 2    |
| 3   | Foxi Kéthévoama      | Centrafrique   | 2    |
| 3   | Nicaise Ozingoni     | Centrafrique   | 2    |
| 8   | Kermit Erasmus       | Afrique du Sud | 1    |
| 8   | Dean Furman          | Afrique du Sud | 1    |
| 8   | Morgan Gould         | Afrique du Sud | 1    |
| 8   | Katlego Mphela       | Afrique du Sud | 1    |
| 8   | Katlego Mashego      | Afrique du Sud | 1    |
| 8   | Thabo Matlaba        | Afrique du Sud | 1    |
| 8   | Siphiwe Tshabalala   | Afrique du Sud | 1    |
| 8   | Mogakolodi Ngele     | Botswana       | 1    |
| 8   | Minyahil Teshome     | Éthiopie       | 1    |
| 8   | Salif Keita          | Centrafrique   | 1    |

But contre son camp
- Bernard Parker (pour l'Éthiopie )